# 두랄루민

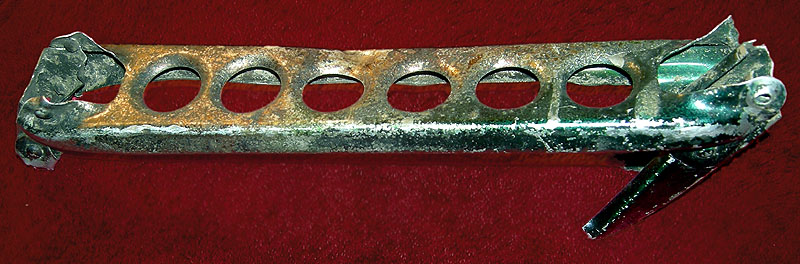

두랄루민(영어: duralumin 또는 duraluminum, duraluminium, duralum, dural(l)ium 또는 dural)은 독일 알루미늄 회사( Durener Metallwerke AG.)의 금속공학자이던 알프레드 빌름(Alfred Wilm, 1869∼1937)이 20세기 초에 발명한 것으로 구리 4%, 마그네슘 0.5%를 알루미늄에 넣은 합금이다. 이 합금은 고온에서 급랭시켜 평온에 방치해 두면 점점 단단해져서 강하게 되는 특별한 성질이 있다. 이러한 현상을 시효경화라고 한다. 강력한 알루미늄 합금은 대개 시효경화를 이용하여 만든다. 빌름의 두랄루민은 제1차 대전 때 런던 공습을 한 비행선 체펠린에 이용되어 하늘을 나는 금속으로서 크게 유명해졌다. 제2차 대전 시기 일본 제국 제로센 전투기의 동체 재료로 사용되었고, 최근에는 삼성 SENS 시리즈 9 노트북의 바디에도 적용되었다.
1931년 미국에서는 두랄루민 속의 마그네슘을 1.5%로 양을 늘려서 보다 강한 합금으로 개량한 초(超)두랄루민을 만들어 냈다. 1936년 일본에서는 초두랄루민보다도 더욱 강한 극초두랄루민을 발명했는데, 이것은 오늘날 초두랄루민과 함께 세계 항공기 산업에서 첨단 신소재의 주류를 차지하고 있다. 참고로, 두랄루민은 내해수성이 우수해 선박 부품의 제조에도 쓰인다.